# Chauchil
Chauchil es una localidad costera del sur de Chile que pertenece a la comuna de Hualaihué, en la Región de los Lagos. Se encuentra en el sector noreste del golfo de Ancud. Según el censo 2017, tiene una población de 149 habitantes.

## Descripción
«Chauchil» en lengua indígena significa «Orejas juntas».
Esta localidad cuenta con una iglesia, una escuela básica, y posta rural que atiende a la comunidad rural de esta parte de la comuna. Se encuentra en la llamada «ruta costera» de la comuna,  que une distintos caseríos a orillas del seno de Reloncaví y del golfo de Ancud. En dirección a Contao le siguen Caleta Queten (5 km), Rolecha (9 km), y Tentelhue (13 km), mientras que camino a Hornopirén le siguen Lleguimán (5 km) y Hualaihué Puerto (14 km).
Uno de los oficios más destacados es la construcción de botes y lanchas a través de astilleros artesanales.